# 답본춘초
답본춘초(答㶱春初, ?~?)는 백제의 유민이다.

## 생애
백제 멸망 후 백제 부흥운동을 전개했지만, 부흥운동의 중심지인 주류성가 함락된자 여자신, 달솔 목소귀자, 억례복류 등과 함께 왜로 망명했다. 
665년 8월, 성을 축조하는 일을 맡았으며, 671년에 야마토 조정으로부터 종6위하의 다이센게(大山下)직을 받았으며, 기록에 의하면 그는 병법(兵法)에 밝았다고 한다.